# مقاطعة إمبابورا
إمبابورا هي مقاطعة في الإكوادور العاصمة هي إيبارا وأهالي المقاطعة يتكلمون الإسبانية ولغة الكيشوا الإمبابورية.
يقع بركان إمبابورا في المقاطعة .أفضل طريق للوصول له هو بلدة اسبيرانزا،ارتفاع الجبل 4609 مترا ويمكن صعوده في يوم واحد.

## كانتونات
وتنقسم المقاطعة إلى 6 كانتونات :

## أعلام
- ريناتو إيبارا
- أغوستين ديلغادو
- بيرناردينو إيشيفيريا رويز
- كليبر تشالا